# Julius Oscar Brefeld
Julius Oscar Brefeld ( Münster, Westphalie, 19 de agosto de 1839 – Schlachtensee, Berlim,  12 de janeiro de 1925 ) foi um botânico e micologista alemão.